# Hotel Alfonso XIII
Hotel Alfonso XIII is een hotel in de Andalusische hoofdstad Sevilla. Het werd gebouwd als luxeaccommodatie voor de wereldtentoonstelling van 1929 die gedeeltelijk in Barcelona en gedeeltelijk in Sevilla plaatsvond. De bouw duurde van 1916 tot 1928. Het hotel is vernoemd naar Koning Alfons XIII van Spanje, die het gebouw destijds ook opende.
Het hotel werd ontworpen door José Espiau y Muñoz in neo-mudejarstijl. Het interieur is rijkelijk gedecoreerd met azulejos en smeedijzeren elementen. Het hotel beschikt over 147 kamers en suites die allemaal uniek zijn.